# Kasparov (musicien)
Pour les articles homonymes, voir Kasparov.
Bas Verheul ne doit pas être confondu avec le membre de Noisecontrollers, Bas Oksam.
Kasparov, de son vrai nom Bas Verheul, est un producteur et disc jockey de techno hardcore et gabber néerlandais. Bas est l'un des plus célèbres artistes résidant au label néerlandais Neophyte Records en plus de faire une apparition au label This Is Hardcore.

## Biographie
Dès l'âge de six ans, Bas Verheul s'intéresse à la musique électronique. En 1995, il compose une musique par le biais de son ordinateur et décide de l'envoyer à un label. 
Beaucoup plus tard, en 2005, Verheul devient un producteur de musique professionnel. Le 11 septembre 2006, il publie son EP intitulé Deathrow au label Megarave Records. Depuis sa signature au label, Kasparov se met à remixer de nombreuses compositions pour d'autres artistes de la scène gabber tels que Paul Elstak (You’re a Hardcore Hooligan) et Dione (Deluge). Il compose également des morceaux notables tels que We Will Dominate et Nuke Them. En 2008, il participe au festival Project Hardcore.nl qui est publié comme album live la même année, accueilli par Partyflock avec une note de 86 sur 100.
Entre 2009 et 2010, il signe avec le label Neophyte Records, et compose le thème de Project Hardcore.NL 2009 intitulé Part of the Project et une composition majeure intitulée Keep Going en décembre 2010. En 2013 sort la compilation Turbulence Volume 1 mixée par Digital Punk et Kasparov. Il participe à l'édition 2014 du festival Qontinent organisé en Belgique ; l'édition est publiée en album live.
En 2017, il est annoncé au Dance Valley.